# Penny
Penny je bio engleski denar, koji se počeo kovati za vrijeme kralja Offa od Mersia (757.—796.) po uzoru na karolinške denare. Promjer im je bio 17 mm, kasnije 21 mm. Iako su kovani u raznim kovnicama, na svima je prikazano poprsje kralja i atributi kraljevstva na jednoj strani, a na drugoj strani križ. Kovan je u velikim količinama i bio je vrlo popularan. Masa mu je varirala od 1,2 do 1,45 grama. Od 1351. prestao je biti jedini srebrni novac, jer se počeo kovati groat, koji je vrijedio 4 penija. Od 1504. kuje se šiling, koji je imao vrijednost 12 penija. Kada se 1625. pojavila zlatna funta, sadržala je 240 penija. Ovaj odnos, koji se temeljio na starom karolinškom novčanom sustavu, zadržao se sve do 15. veljače 1971. kada je uveden decimalni sustav i penny je postao stoti dio britanske funte.
Danas je penny stoti dio britanske funte, te stoti dio lokalnih valuta vezanih uz britansku funtu:
- aldernejska funta
- falklandska funta
- gibraltarska funta
- guernseyjska funta
- manska funta
- jerseyjska funta
- svetohelenska funta